# Ophiopyrgidae
Ophiopyrgidae (лат.) — семейство иглокожих из отряда Ophiurida класса офиур.

## Описание
Морские иглокожие. Диск округлый; высокий (выше уровня рук-лучей). Дорсальный диск без гранул; с первичными пластинами; без шипов, с чешуйками. Пластина спинного диска без бугорков. Форма лучей неразветвленная; длина около 3-кр. диаметра диска; покрытие с гранулами/шипами/бугорками. Гребни лучей присутствуют. Дорсальная пластина лучей развита. Дополнительная дорсальная пластина лучей отсутствует. Имеется вентральная пластина руки.

## Классификация
Выделяют следующие родовые таксоны:
- Amphiophiura Matsumoto, 1915
- Aspidophiura Matsumoto, 1915
- Euvondrea Fell, 1961
- Glaciacantha Fell, 1961
- Gymnophiura Lütken & Mortensen, 1899
- Ophiogona Studer, 1876
- Ophiomages Koehler, 1923
- Ophioperla Koehler, 1912
- Ophiophyllum Lyman, 1878
- Ophiopleura Danielssen & Koren, 1877
- Ophioplinthus Lyman, 1878
- Ophiopyrgus Lyman, 1878
- Ophiosparte Koehler, 1922
- Ophiosteira Bell, 1902
- Ophiuroglypha Hertz, 1927
- Spinophiura Stöhr & Segonzac, 2006
- Stegophiura Matsumoto, 1915

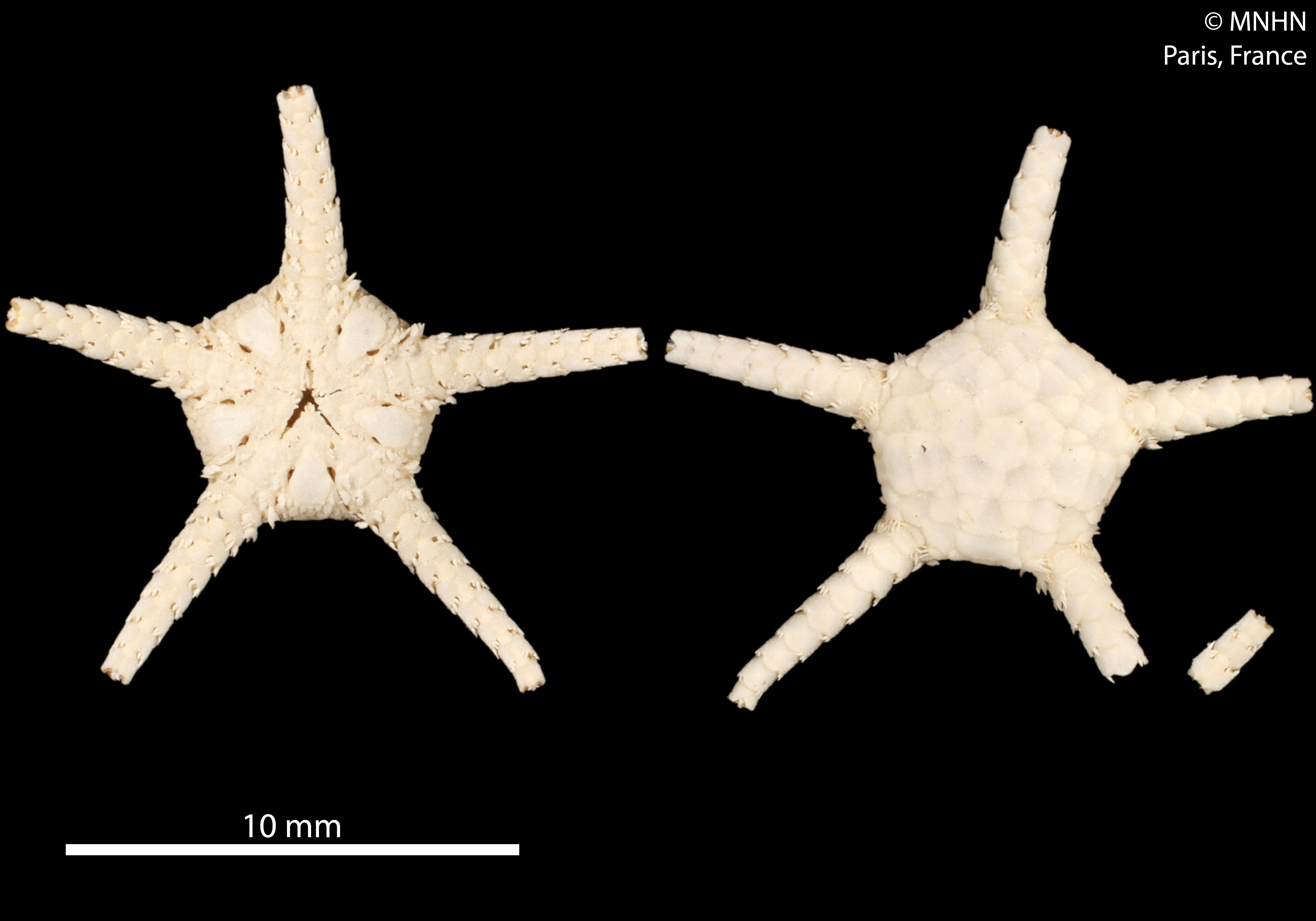
Amphiophiura distincta
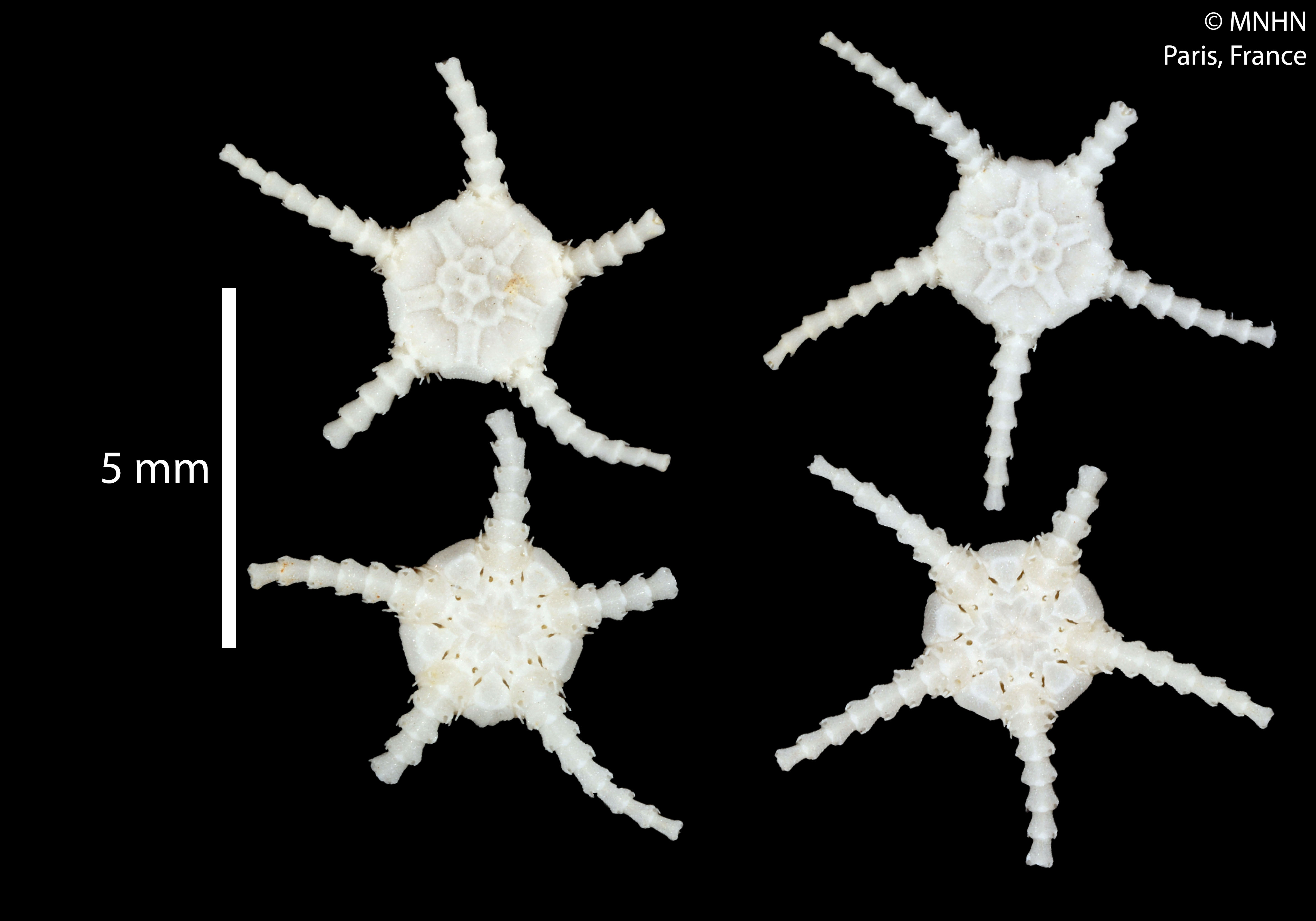
Aspidophiura cherbonnieri
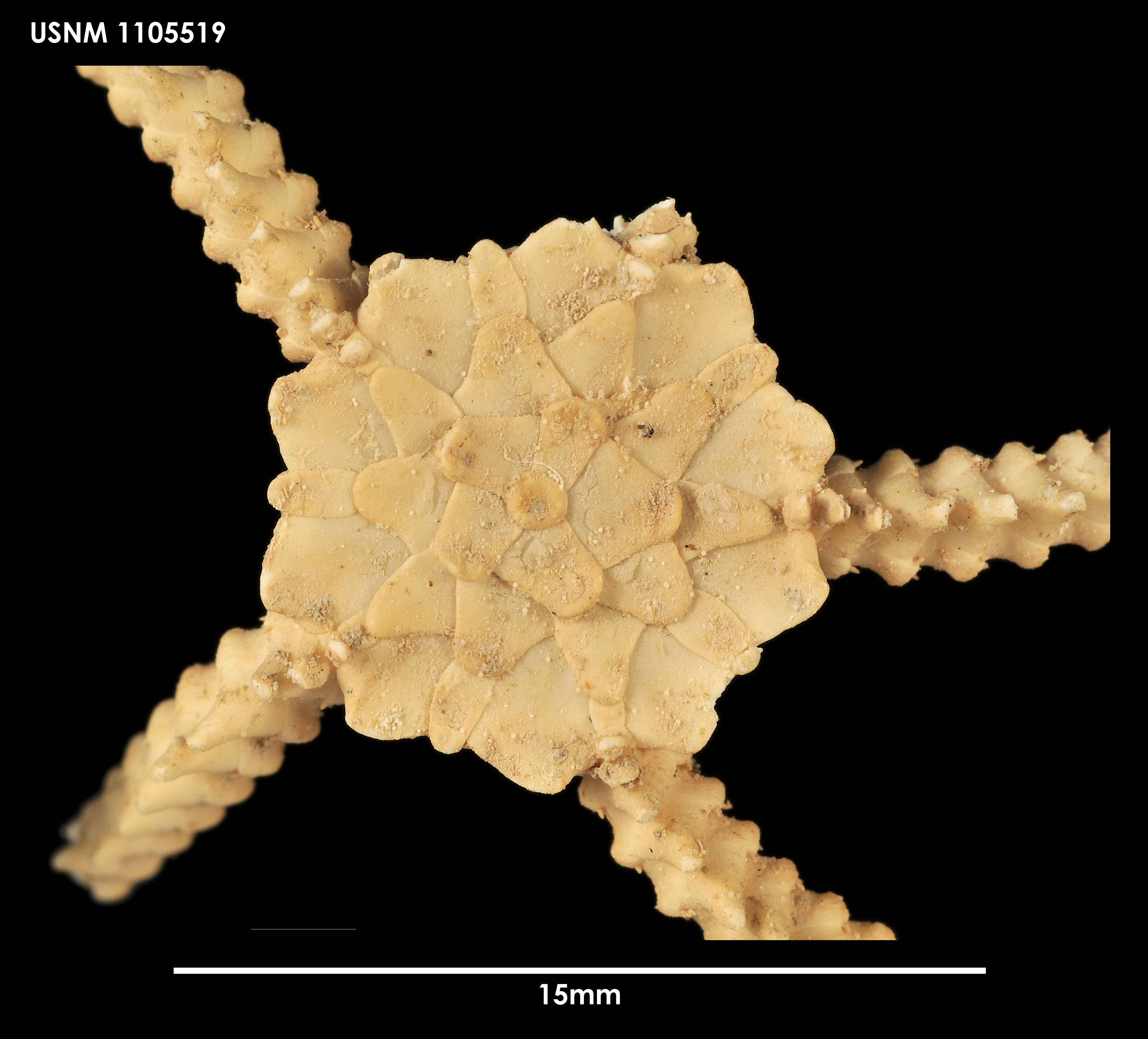
Euvondrea floretta
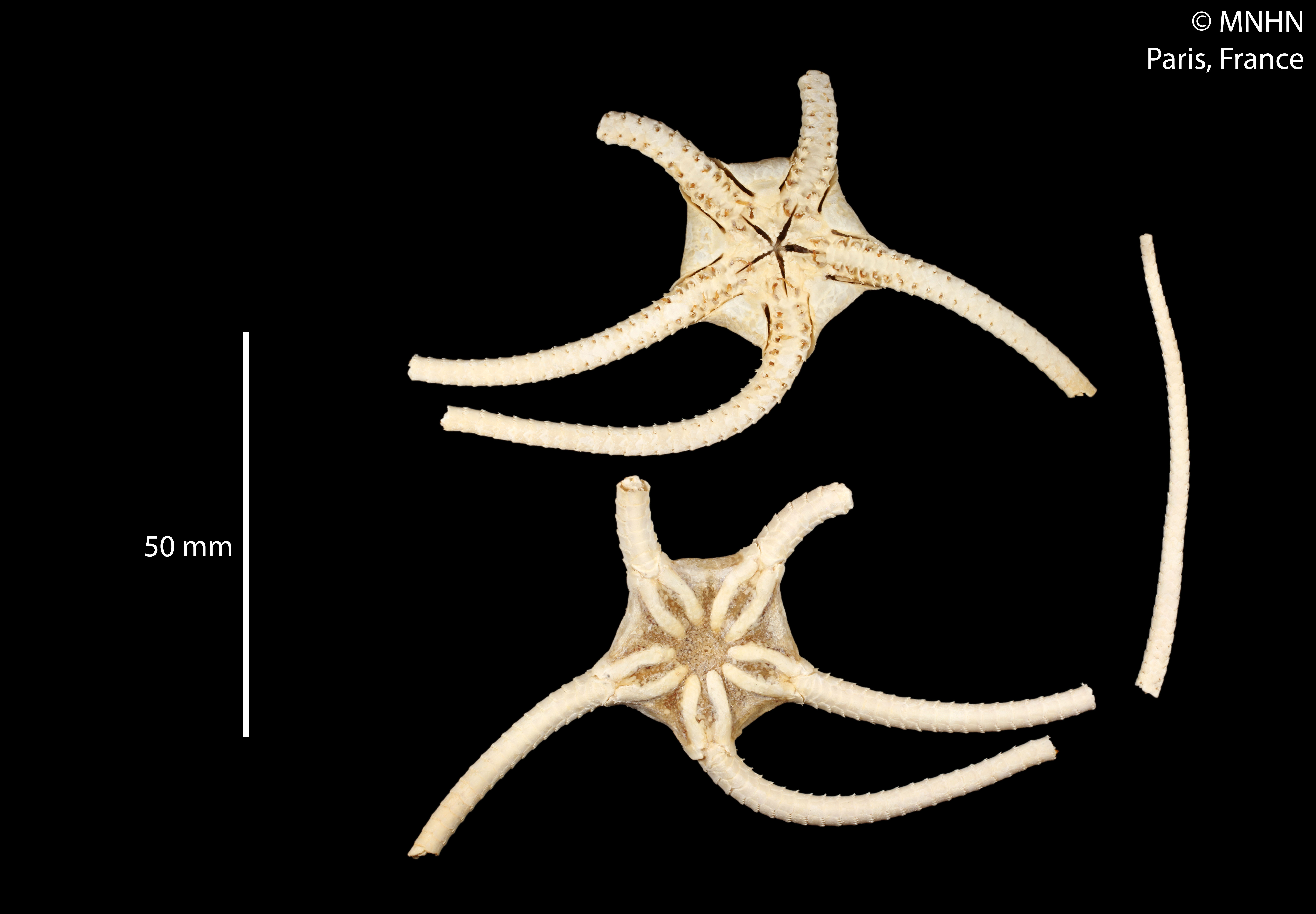
Gymnophiura mollis
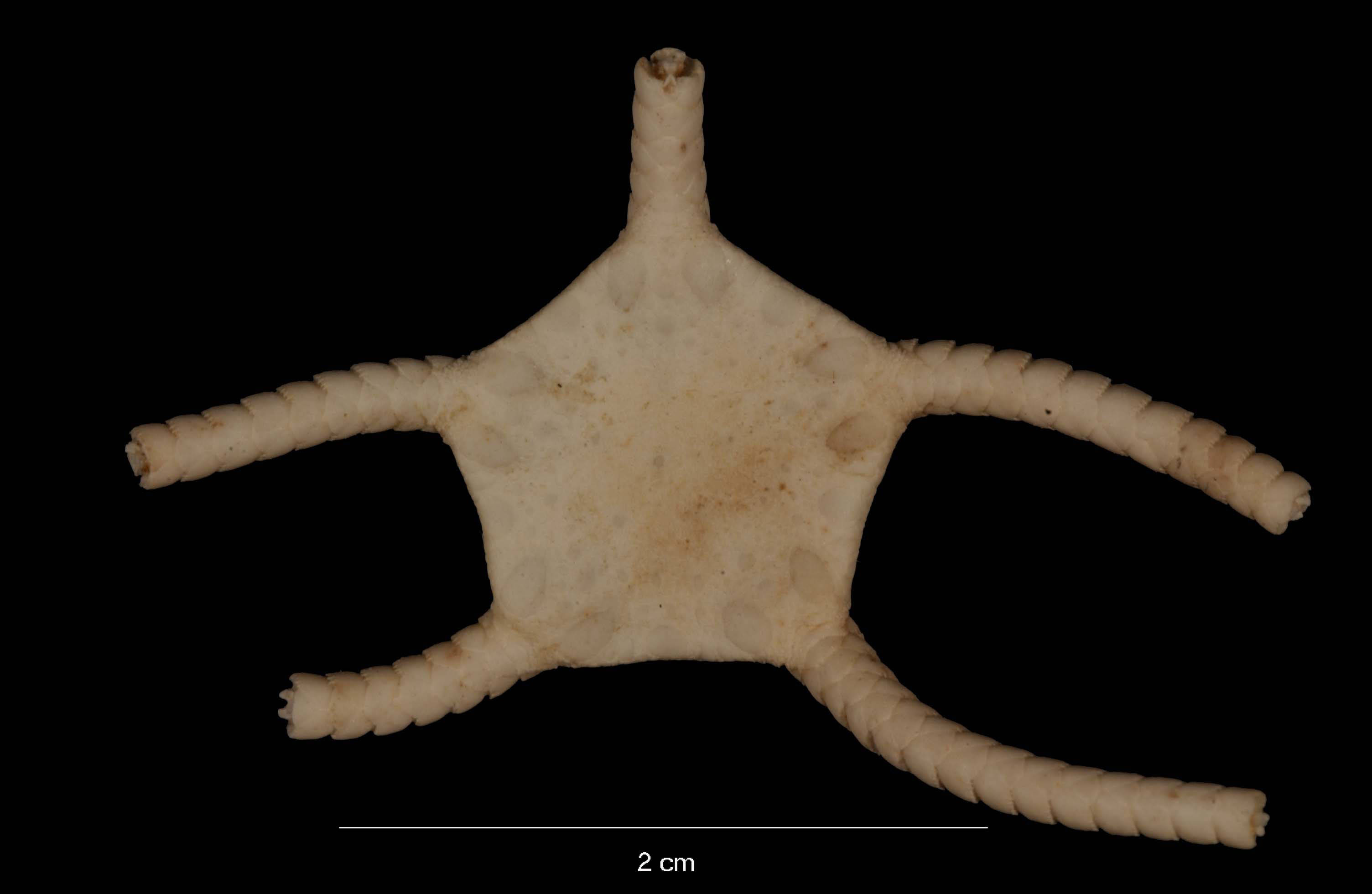
Ophiogona doederleini
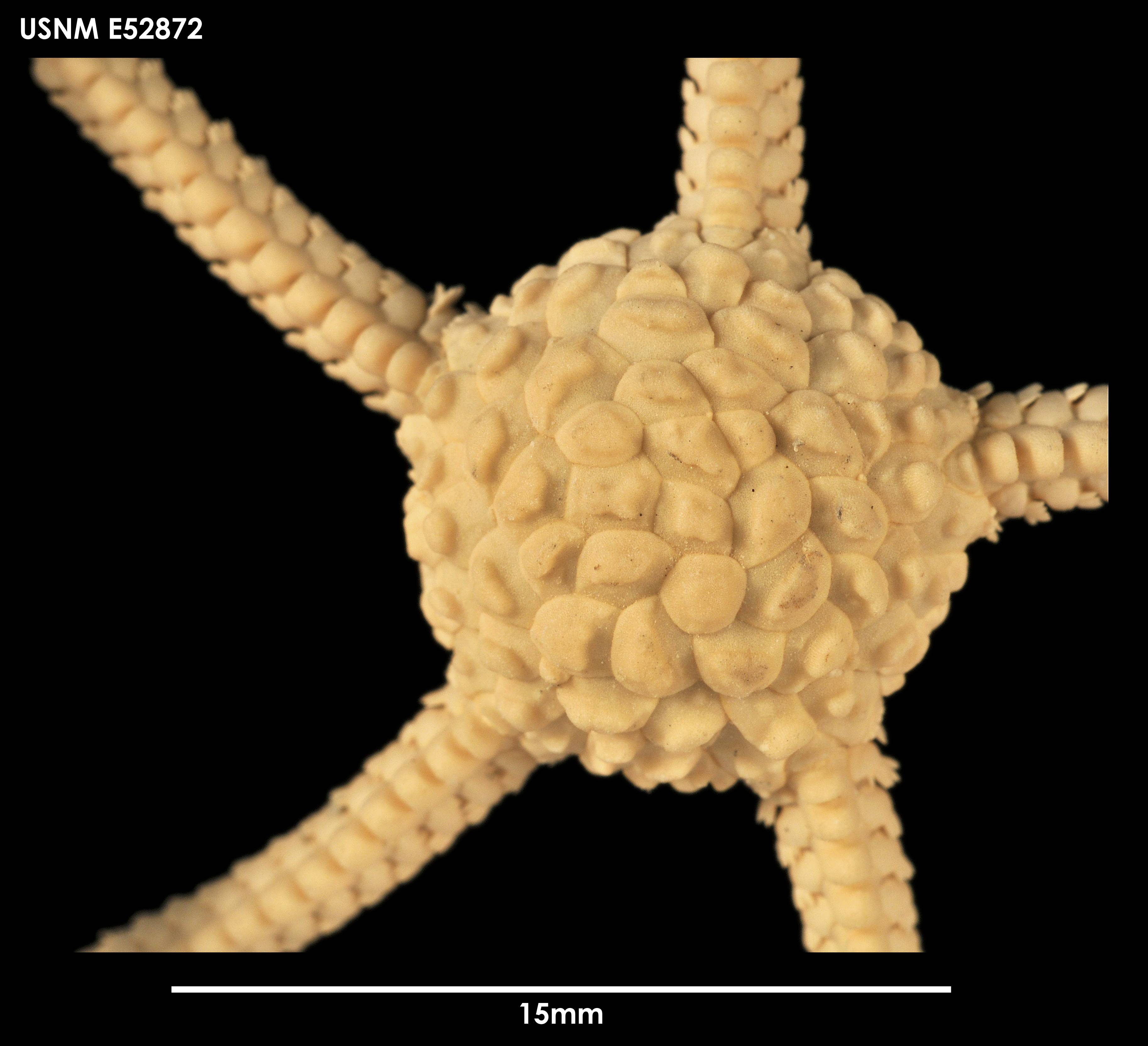
Ophiomages cristatus
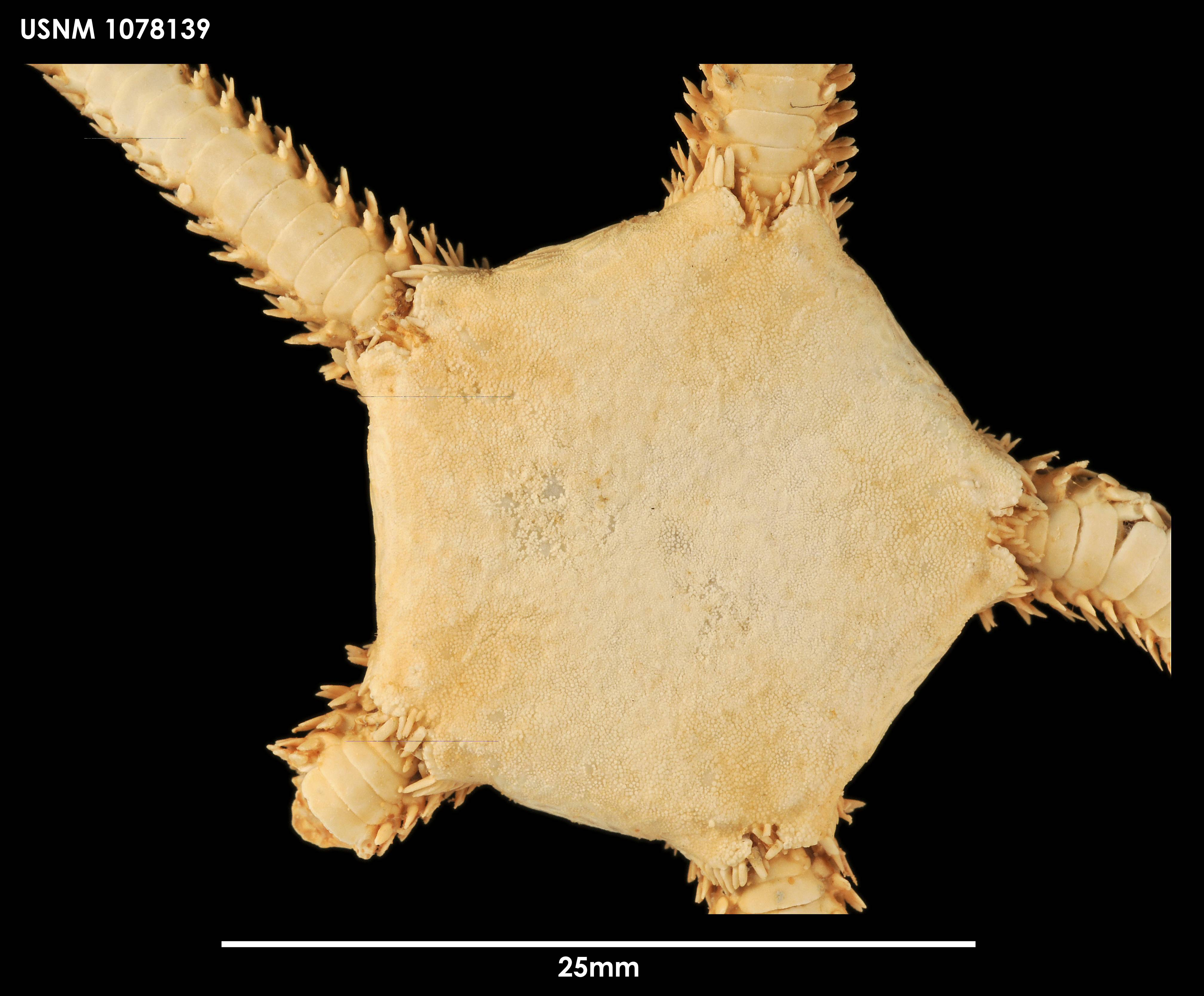
Ophioperla koehleri
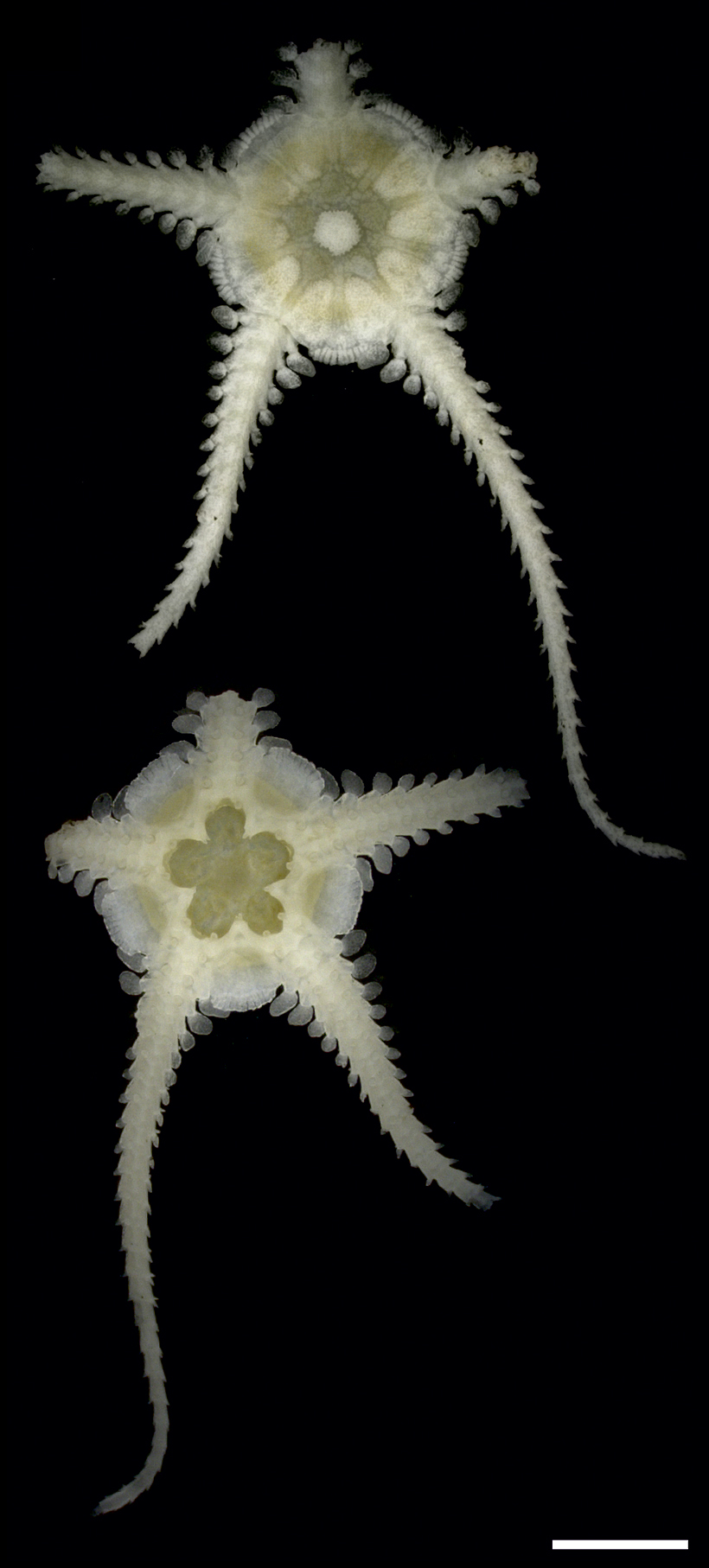
Ophiophyllum sp.
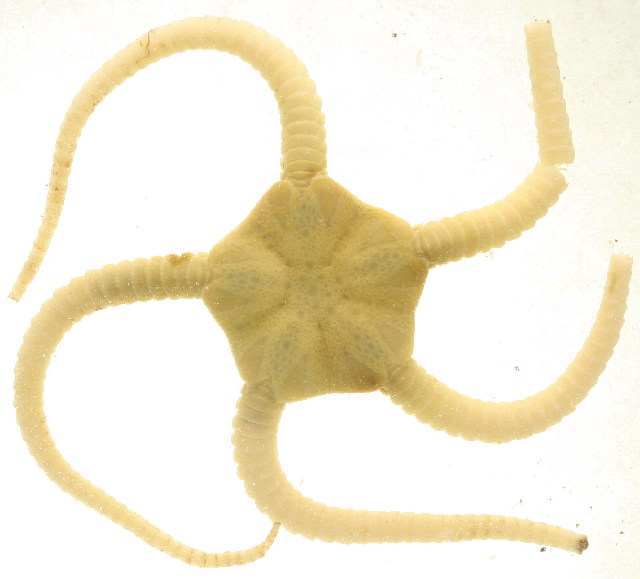
Ophiopleura borealis
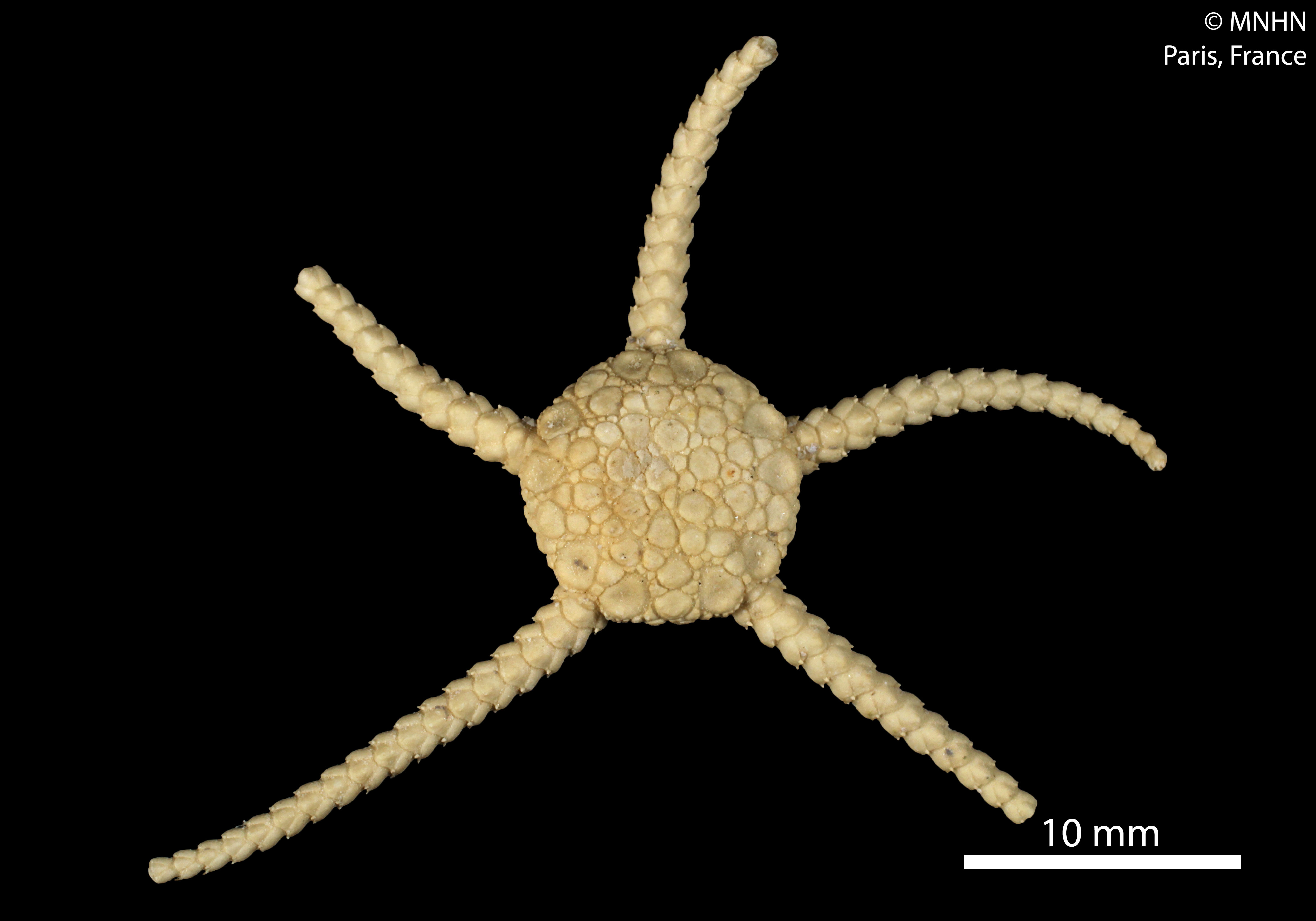
Ophioplinthus martensi
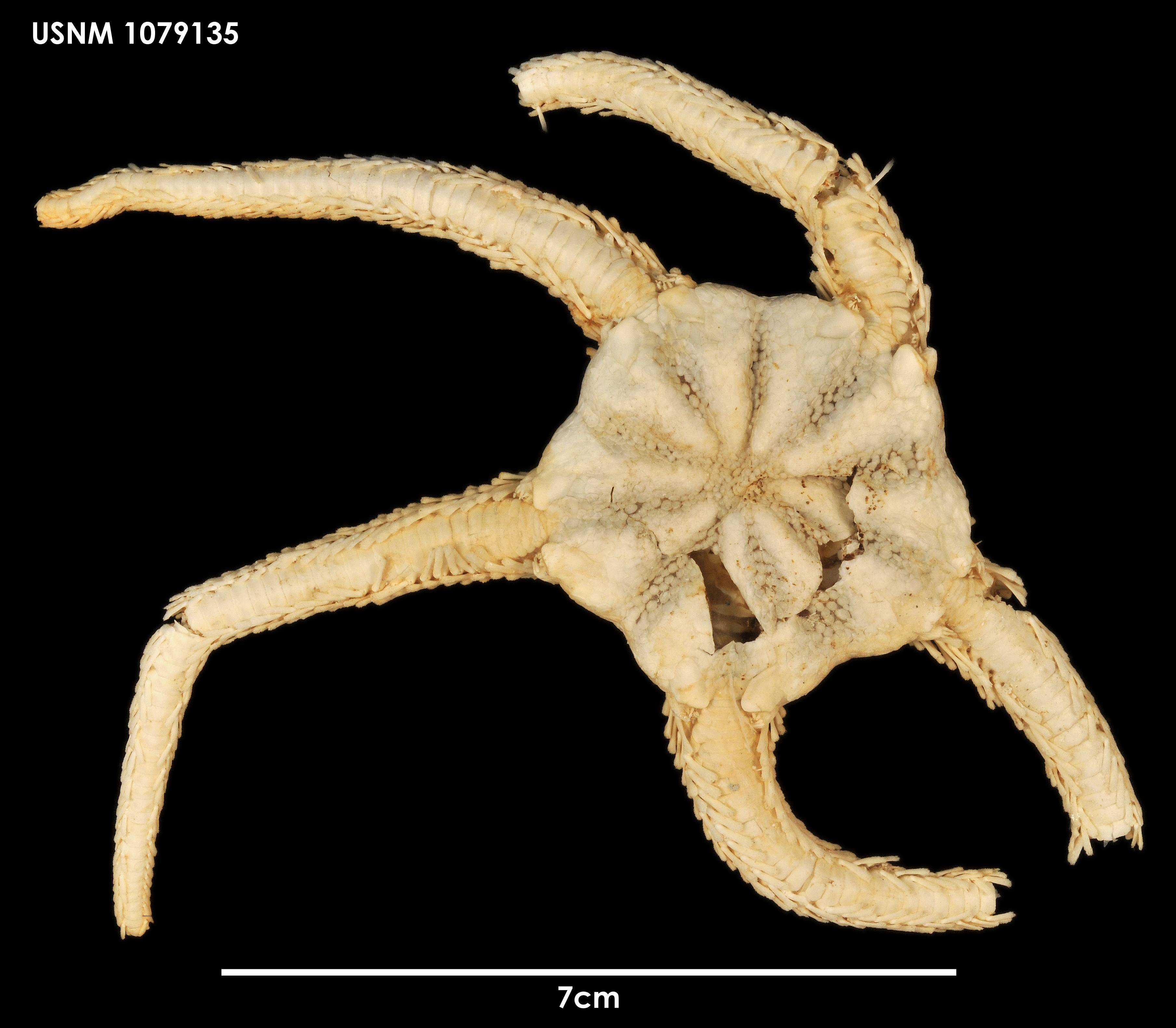
Ophiosparte gigas
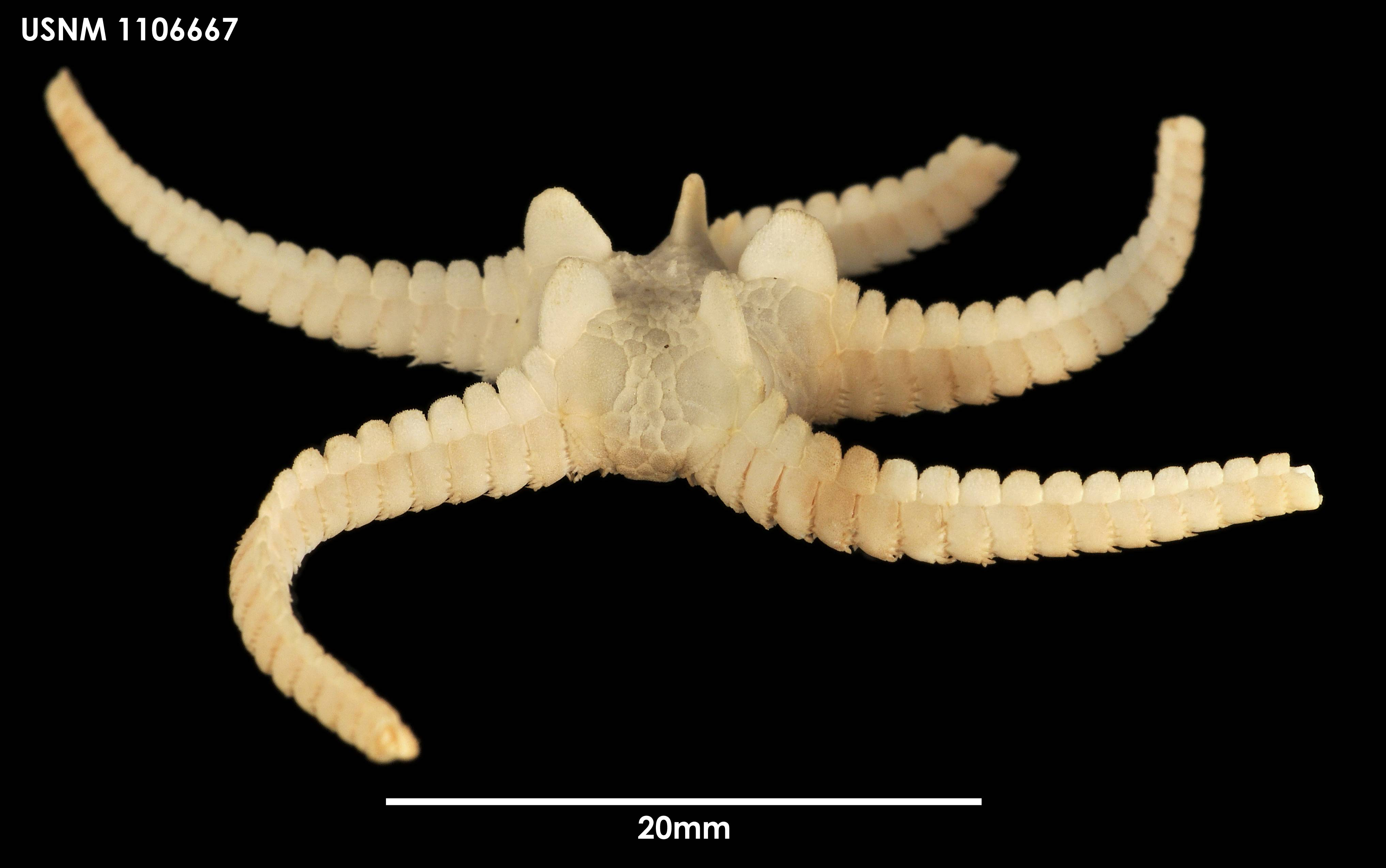
Ophiosteira antarctica
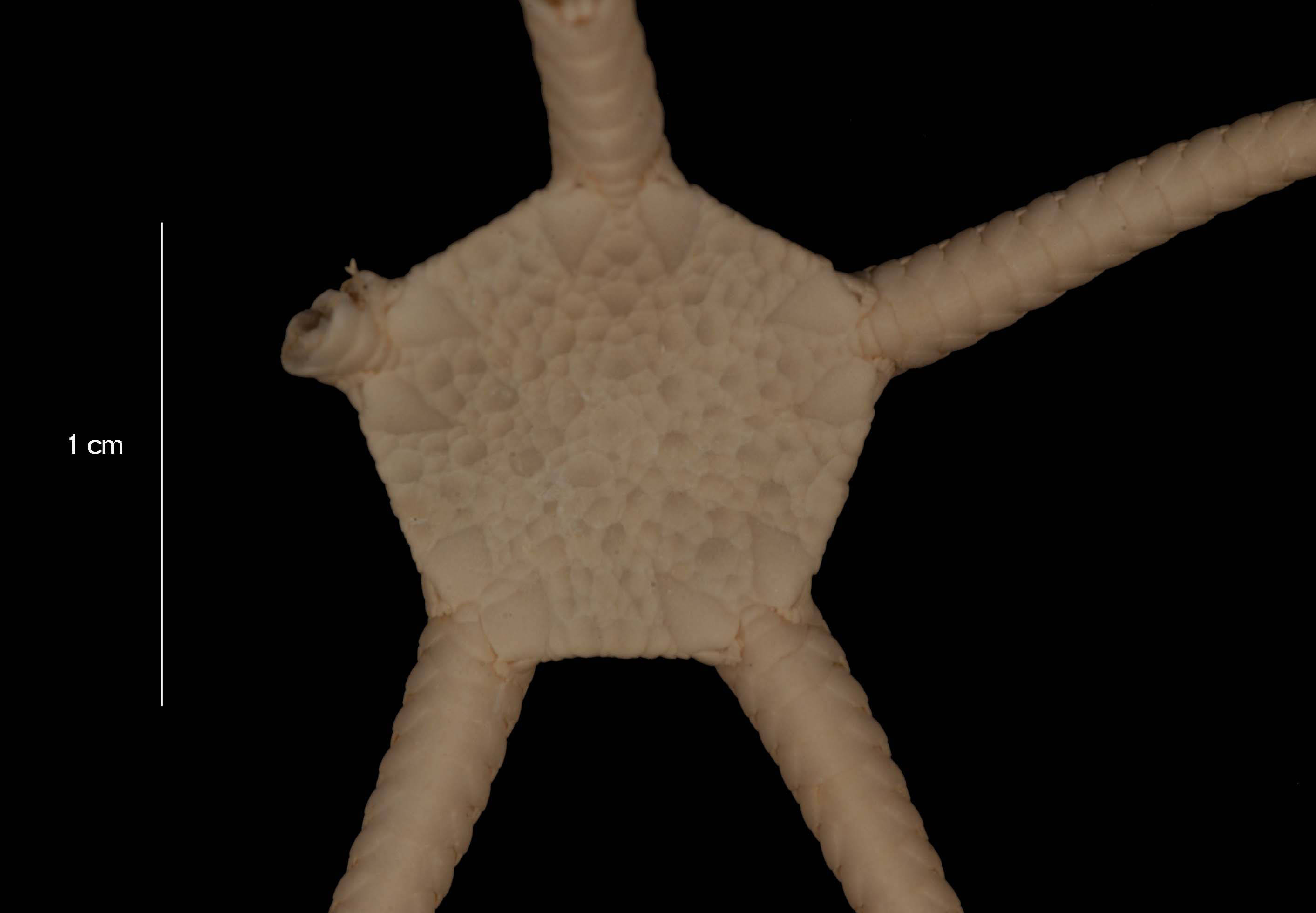
Ophiuroglypha ambigua
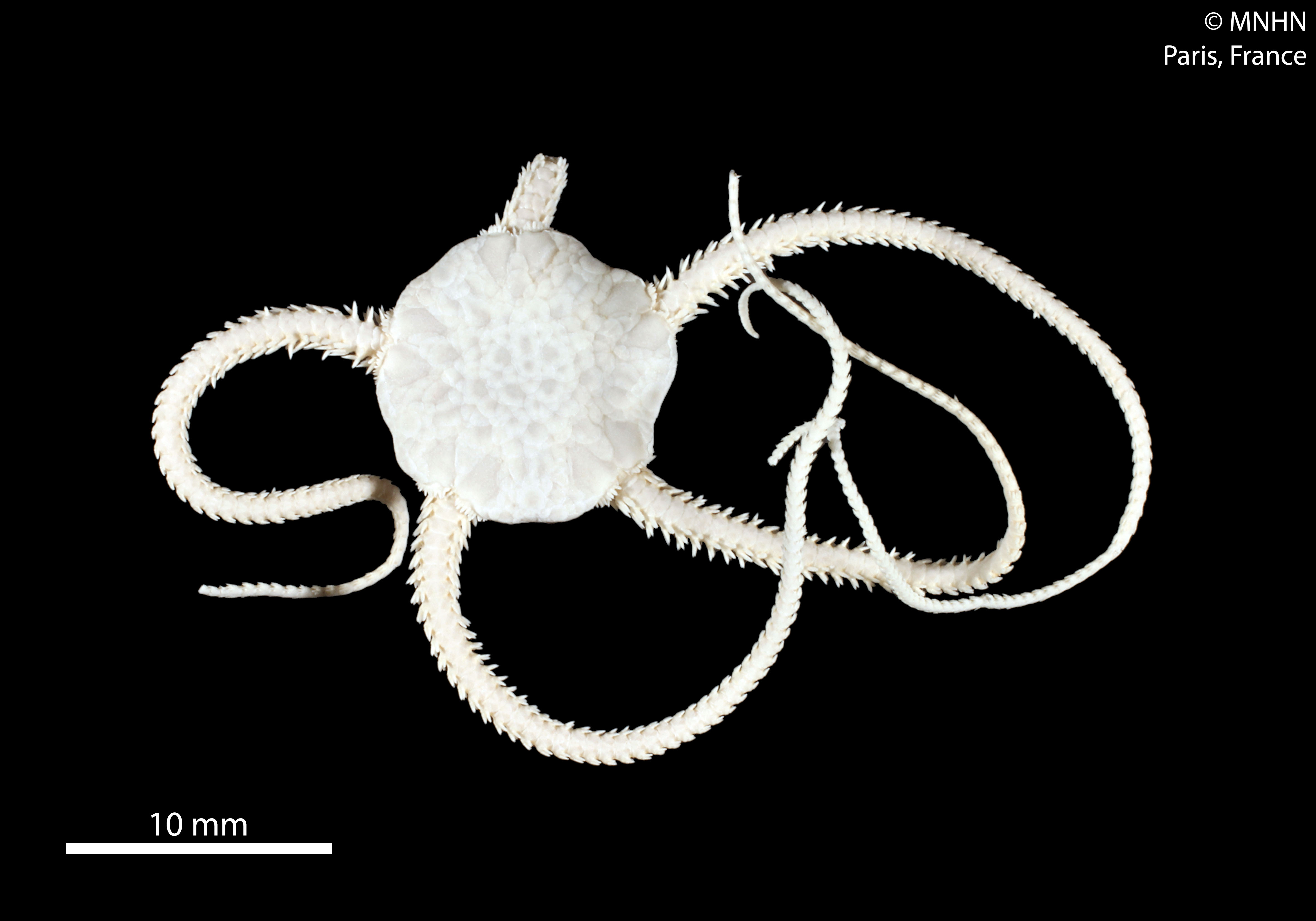
Spinophiura jolliveti
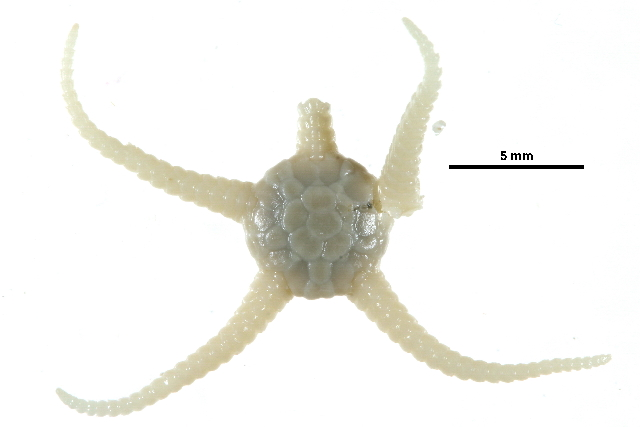
Stegophiura nodosa